# Drei Madrigale nach Worten des jungen Werthers
Die Drei Madrigale nach Worten des jungen Werthers ist der Titel einer mehrsätzigen Madrigal-Komposition für fünfstimmigen gemischten Chor (zwei Soprane, Alt, Tenor und Bass) von Arnold Mendelssohn mit der Opuszahl 47, die im Jahr 1912 im Druck veröffentlicht wurden. Die Texte der Vertonung sind dem Briefroman Die Leiden des jungen Werthers von Johann Wolfgang von Goethe aus dem Jahr 1774 entnommen. Für die Besetzung des Chores sind Solisten oder kleine Stimmgruppen vorgesehen.

## Allgemeines
Die Madrigale greifen drei Tage aus dem Leben Werthers heraus. Zunächst ein Sommertag im Jahr 1771 und dann zwei Tage im Dezember 1772 kurz vor seinem Selbstmord.
Die drei Madrigale sind in drei verschiedenen Kirchentonarten komponiert. Arnold Mendelssohn schreibt in seinen Aufzeichnungen in Bezug auf die drei Madrigale:

„Benutzung der alten Kirchentonarten wird heut oft im archaisierenden Sinne erstrebt. Ist Mißverstand. Sie können noch heut lebendig benutzt werden, ohne Ausschaltung der Chromatik und ausgreifender Modulation. Man muß ihr Wesen nur auf den Kern zurückführen, und dieser besteht darin, daß jede Kirchentonart nach der Stammtonart gravitiert. Also D dorisch nach C-Dur; nicht wie d-Moll nach F-Dur. G mixolydisch nach C-Dur; nicht nach D-Dur, eher nach d-moll. Ich habe dieses Prinzip in den Madrigalen angewandt.“

Die Chöre sind dem mit Mendelssohn befreundeten Musiker Gustav von Lüpke gewidmet, der 1875 in Niedersachsen geboren wurde und von 1894 bis 1898 in Berlin studierte. Er wirkte danach als Dirigent, als Direktor des Meisterschen Musikinstituts und als Leiter eines Musikvereins in Schlesien und starb als Freiwilliger des Landsturms 1915 39-jährig in der Nähe von Warschau.

## Werkbeschreibung

### Ich werde sie sehen
Nachdem Werther Lotte kennengelernt hat, ist er lebhaft und freudig erregt. Mendelssohn wählte für das erste Stück als Tongeschlecht den lydischen Modus auf dem Grundton a (Vorzeichen fis und cis).  Der Satz ist mit der Anweisung Lebhaft und feurig überschrieben und steht im Vier-Viertel-Takt. Die Schlusskadenz verläuft   über die Akkorde A-Dur, C-Dur, G-Dur, e-Moll, H-Dur, D-Dur, Fis-Dur, A-Dur, E-Dur und endet auf A-Dur.
Text:
19. Juli 1771:
„Ich werde sie sehen!“

rufe ich morgens aus,

wenn ich mich ermuntre

und mit aller Heiterkeit der schönen Sonne entgegenblicke;

„ich werde sie sehen!“

und da hab’ ich dann den ganzen Tag keinen Wunsch weiter.

Alles, alles verschlingt sich in dieser Aussicht!

### Wie die Gestalt mich verfolgt
Die Erwartungen Werthers in Bezug auf Lotte sind zu diesem Zeitpunkt noch hoffnungsvoll.   Der Satz ist mit der Anweisung Hastig und aufgeregt überschrieben, steht im Zwölf-Achtel-Takt und verwendet den dorischen Modus auf e (Vorzeichen fis und cis). Das markante Motiv auf den Anfangstext Wie die Gestalt mich verfolgt! ist zu Beginn und am Ende des Stückes immer in irgendeiner der fünf Stimmen präsent und wird kurz vor dem Ende durch Duolen rhythmisch intensiviert. Die Schlusswendung ist ein Plagalschluss der Subdominante a-Moll zur Tonika E-Dur, wobei der Komponist durch die Verwendung des Finalklangs als Dur-Akkord auf die Konvention der picardischen Terz des 16. Jahrhunderts zurückgreift.
Text:
6. Dezember 1772:
Wie die Gestalt mich verfolgt!

Wachend und träumend füllt sie meine ganze Seele!

Wenn ich die Lider schließe,

stehen in meiner inneren Stirn,

ruhen wie ein Abgrund vor mir ihre schwarzen Augen.

### Warum weckst du mich, Frühlingsluft?
Kurz vor Weihnachten und drei Tage vor seinem Tod ist Werther bereits in der Gewissheit der Unnahbarkeit von Lotte, die durch ein verzweifeltes Klagen und Wehen ausgedrückt wird. Mendelssohn setzte das letzte Stück im phrygischen Modus mit dem Grundton d (Vorzeichen b und es).   Der Satz ist mit der Anweisung Etwas langsam überschrieben, steht im Vier-Viertel-Takt (unterbrochen von sechs Takten im Zwölf-Achtel-Takt). Der erste Sopran stellt die Melodie des ersten Verses vor, die danach von allen Stimmen imitiert wird. Im weiteren Verlauf des Stückes werden die Stimmen fast durchgehend paarweise parallel geführt, häufig in Terzen. Wie der vorhergehende Satz endet auch dieser mit einem Plagalschluss und einem Finalklang mit picardischer Terz, diesmal von g-Moll nach D-Dur.
Text:
21. Dezember 1772:
Warum weckst du mich, Frühlingsluft?

Du buhlst und sprichst:

Ich betaue mit Tropfen des Himmels!

Aber die Zeit meines Welkens ist nahe,

nahe der Sturm, der meine Blätter hinabstört.

Morgen wird der Wanderer kommen,

kommen, der mich sah in meiner Schönheit,

ringsum wird sein Auge im Felde mich suchen,

und wird mich nicht finden.